# Kanajanahalli, Hiriyur
Kanajanahalli là một làng thuộc tehsil Hiriyur, huyện Chitradurga, bang Karnataka, Ấn Độ.